# Teoria da argumentação
A Teoria da Argumentação, ou simplesmente Argumentação, é o estudo interdisciplinar que incide sobre o modo como as conclusões podem ser alcançadas através do raciocínio lógico, assim como na filosofia moderna. Argumentar é afirmar algo baseado em premissas, o que inclui as artes e as ciências do debate civil, o diálogo, a oratória, a retórica, o bate-papo e a persuasão. Engloba o estudo das regras de inferência, da lógica e das regras de procedimento, tanto em cenários artificiais, como no mundo real.
A teoria da argumentação inclui o debate e a negociação, que pretendem alcançar conclusões mutuamente aceitáveis. Também engloba o diálogo erístico, o ramo do debate social em que a vitória sobre um oponente é o objetivo principal. Esta arte e ciência é o meio através do qual algumas pessoas protegem as suas crenças e, simultaneamente, os seus interesses num diálogo racional, em linguagem comum, e durante o processo de defender suas ideias. 
A Argumentação é utilizada, por exemplo em Tribunais, para provar ou refutar a validade de certos tipos de evidências. Além disso, estudiosos da teoria da argumentação estudam as razões post hoc (após o ato concluído) mediante as quais um indivíduo pode justificar decisões que originalmente poderiam ter sido tomadas de forma irracional.

## Motivações
Desde a Antiguidade que a argumentação tem sido objeto de interesse de todas as áreas em que se pratica a arte de falar e escrever de forma persuasiva.
Nos dias de hoje, o estudo da argumentação tem recebido grande atenção devido à  influência que os meios de comunicação têm sobre a sociedade. Esta influência se manifesta na abordagem de estratégias argumentativas para convencer o público sobre certos valores e ideias.
Alguns exemplos são os discursos argumentativos relacionados com a publicidade e com o pensamento político. Aliás, a principal motivação do estudo da argumentação (por parte dos argumentadores) consiste em descobrir se o argumento apresentado é verossímil, ou seja, se o objeto da argumentação está disposto a aceita-la.

## Componentes chave da argumentação
- Entender e identificar argumentos, estando eles explícitos ou implícitos, e os objetivos dos participantes nos diferentes tipos de diálogos.
- Identificar as premissas de que as conclusões são derivadas.
- Estabelecer o "ônus da prova" – determinar quem fez a afirmação inicial e, portanto, quem é o responsável por prover evidencias que tornam a sua posição digna de aceitação.
- Para o responsável pelo "ônus da prova", o advogado, para combinar evidências de sua posição a fim de convencer ou forçar a aceitação do oponente. O método pelo qual isso é isto é feito é produzir um argumento válido, sólido e convincente, desprovido de fraquezas e não facilmente atacado.
- Em um debate, o cumprimento do ônus da prova cria um ônus da tréplica. O sujeito deve tentar identificar falhas no raciocínio no argumento do oponente, para atacar as razões/premissas do argumento, para fornecer contra exemplos se possível, para identificar alguma falácia, e para mostrar por que uma conclusão não pode ser derivada das razões apresentadas pelo seu argumento.

Estrutura interna dos argumentos 
Normalmente um argumento possui uma estrutura interna, compreendendo o seguinte
1. conjunto de pressupostos ou premissas
2. um método de raciocínio ou dedução
3. uma conclusão ou ponto.

Um argumento deve ter pelo menos duas premissas e uma conclusão. 
Frequentemente a lógica clássica é usada como o método de raciocínio em que a conclusão é inferida logicamente dos pressupostos. Um desafio é que se um conjunto de pressupostos é inconsistente, então nada pode ser inferido logicamente da inconsistência. Por isso é comum exigir que o conjunto de pressupostos apresentado seja consistente. É também uma boa prática exigir que o conjunto de pressupostos ser o mínimo possível, com relação ao conjunto de inclusão, necessário para inferir o consequente. Tais argumentos são chamados argumentos MINCON, abreviação para mínimo consistente. Esse tipo de argumentação tem sido aplicada para os campos do direito e da medicina. Uma segunda escola de argumentação investiga argumentos abstratos, onde o argumento em si é considerado um termo primitivo, por isso nenhuma parte da estrutura interna dos argumentos é levada em conta.
Na sua forma mais comum, a argumentação envolve um indivíduo e um interlocutor ou um oponente engajado em um dialogo, cada um defendendo diferentes posições e tentando convencer o outro. Outros tipos de diálogos em além do convencimento são a erística, busca de informações, investigação, negociação, deliberação e o método dialético (Douglas Walton). O método dialético ficou famoso por causa de Platão em suas histórias sobre Sócrates questionando criticamente vários personagens, entre eles figuras históricas.

## Argumentação e os fundamentos do conhecimento
A teoria da argumentação teve suas origens na teoria do conhecimento (epistemologia), pertencente ao campo da filosofia, que demandou a procura de bases para as configurações (lógica, leis que regem o abstrato) e os materiais (física, leis que regem o concreto) de um sistema universal de conhecimento. Mas estudiosos do argumento rejeitaram gradualmente a filosofia sistemática de Aristóteles e o idealismo de Platão e Kant. Eles questionaram e descartaram totalmente a ideia de que as premissas dos argumentos recebem sua solidez do sistema filosófico formal. O seu campo assim foi expandido.
O primeiro ensaio de Karl R. Wallace, "A Substância da Retórica: Boas Razões" no Quarterly Journal of Speech 44 (1963), levou muitos estudiosos a estudar a "argumentação de mercado" – os argumentos comuns das pessoas comuns. O primeiro ensaio da argumentação de mercado foi feito por Ray Lynn Anderson e David C. Mortensen, "Lógica e Argumentação de Mercado" no Quarterly Journal of Speech 53 (1967): 143-150. Essa linha de pensamento levou a uma aliança natural com os desenvolvimentos mais recentes na sociologia do conhecimento. Alguns estudiosos obtiveram conexões com desenvolvimentos recentes na filosofia,  isto é, o pragmatismo de John Dewey e Richard Rorty. Rorty tinha chamado esta mudança de ênfase de "a virada linguística".
Nesta nova abordagem de argumentação híbrida é usada com ou sem evidência empírica para estabelecer conclusões convincentes sobre problemas que são de natureza moral, científica, epistêmica, ou de uma natureza que a ciência sozinha não pode responder. Fora do pragmatismo e de muitos desenvolvimentos intelectuais nas ciências humanas e sociais, teorias da argumentação "não-filosóficas" cresceram o qual localizou os campos dos argumentos formal e material em campos intelectuais particulares. Estas teorias incluem lógica informal, epistemologia social, etnometodologia, atos de fala, a sociologia do conhecimento, a sociologia da ciência, e a psicologia social. Essas novas teorias não são não-lógicas ou antilógicas. Elas procuram coerência lógica na maioria das comunidades de discurso. Essas teorias são portanto costumeiramente rotuladas como "sociológicas" em que eles focam nos campos sociais do conhecimento.

## Abordagens para argumentar através da comunicação e na lógica informal
Geralmente o rótulo de "argumentação" é usado por estudiosos de comunicação, tais como (citando apenas alguns:  Wayne E. Brockriede, Douglas Ehninger, Joseph W. Wenzel, Richard Rieke, Gordon Mitchell, Carol Winkler, Eric Gander, Dennis S. Gouran, Daniel J. O'Keefe, Mark Aakhus, Bruce Gronbeck, James Klumpp, G. Thomas Goodnight, Robin Rowland, Dale Hample, C. Scott Jacobs, Sally Jackson, David Zarefsky, e Charles Arthur Willard), enquanto o termo "lógica informal" é preferido pelos filósofos, como exemplo temos os filósofos decorrentes da Universidade de Windsor Ralph H. Johnson e J. Anthony Blair. Harald Wohlrapp desenvolveu um critério para validade (Geltung, Gültigkeit) como a liberdade de se levantar objeções.
Trudy Govier, Douglas Walton, Michael Gilbert, Harvey Seigal, Michael Scriven, e John Woods (para citar apenas alguns) são outros autores de destaque nesta tradição. Nos últimos trinta anos, no entanto, os estudiosos de diversas disciplinas foram anexados em conferências internacionais como as organizadas pela Universidade de Amsterdam (Holanda) e pela Sociedade Internacional para o Estudo da Argumentação (ISSA). Outros exemplos de conferências internacionais são a conferência bienal realizada em Alta, Utah patrocinado pela Associação Nacional de Comunicação (USA), a Associação Forense Americana e conferências patrocinadas pela Sociedade para o Estudo da Argumentação de Ontário (OSSA).
Alguns estudiosos (como Ralph H Johnson) interpretam o termo "argumento" rigorosamente, como um discurso exclusivamente escrito ou mesmo um discurso em que todas as premissas estão explicitas. Outros (como Michael Gilbert) interpretam o termo "argumento" de forma mais flexível, incluindo a fala e também o discurso não verbal, por exemplo o tipo de argumentação que é usado em um memorial de guerra ou um cartaz de propaganda. O filósofo Stephen E. Toulmin diz que um argumento é uma afirmação sobre a nossa atenção e nossas crenças, um ponto de vista que parece autorizar o tratamento, por exemplo, cartazes de propaganda como argumentos. A disputa entre teóricos rigorosos e flexíveis é de longa data e improvável de ser resolvida. Os pontos de vista da maioria dos teóricos da argumentação e analistas fica em algum lugar entre estes dois extremos.

## Tipos de argumentação

### Argumentação de conversação
O estudo da conversação que ocorre naturalmente, surgiu a partir do campo da sociolinguística. Normalmente é chamado de análise de conversação. Inspirado pela etnometodologia, ela foi desenvolvida no final dos anos 60 e início dos anos 70, principalmente pelo sociólogo Harvey Sacks e, entre outros, seus colaboradores mais próximos Emanuel Schegloff e Gail Jefferson. Sacks morreu no início de sua carreira, mas o seu trabalho foi continuado por outros em seu campo, e a Análise da Conversação tornou-se uma força estabelecida em sociologia, antropologia, linguística, comunicação através da fala e psicologia. Isto é de particular influência na sociolinguística interacional, análise do discurso e da psicologia discursiva, além de ser uma disciplina coerente em sua própria área. Recentemente, técnicas de análise sequencial feitas para a análise da conversação têm sido aplicadas pelos foneticistas para explorar os objetivos argumentativos da parte fonética da linguagem.
Estudos empíricos e formulações teóricas feitas por Sally Jackson e Scott Jacobs, e  várias gerações de seus alunos, têm descrito a argumentação como uma forma de gerenciar os desentendimentos da conversa dentro dos contextos da comunicação e sistemas que naturalmente preferem o acordo.

### Argumentação Matemática
As bases da verdade matemática tem sido objeto de longos debates. Frege em particular procurou demonstrar (ver Gottlob Frege, Os Fundamentos da Aritmética de 1884, e logicismo na filosofia da matemática) que as verdades matemáticas podem ser derivadas de axiomas puramente lógicos e, portanto, são, no final, verdades lógicas. O projeto foi desenvolvido por Russell e Whitehead, em seu Principia Matemática. Se um argumento pode ser convertido na forma de sentenças em lógica simbólica, então ele pode ser testado através da aplicação de procedimentos de prova aceitos. Isso foi realizado para Aritmética usando axiomas de Peano. Seja como for, um argumento matemático, como em qualquer outra disciplina, pode ser considerado válido somente se puder ser demonstrado que ele não tem premissas verdadeiras e uma conclusão falsa.

### Argumentação Científica
Talvez a declaração mais radical dos fundamentos sociais do conhecimento científico tenha sido dita por Alan G. Gross em A Retórica da Ciência (Cambridge: Harvard University Press, 1990). Gross afirma que a ciência é retórica "sem resto" [carece de fontes]  o que significa que o conhecimento científico em si não pode ser visto como uma área idealizada do conhecimento. O conhecimento científico é produzido de forma retórica, o que significa que ele tem autoridade epistêmica especial somente quando os seus métodos costumeiramente usados para verificação são confiáveis. Esse ponto de vista representa uma rejeição quase completa do fundacionalismo em que as bases da argumentação foram criadas.

### Argumentação Jurídica
A argumentação jurídica são apresentações faladas para um juiz ou tribunal de apelação por um advogado, ou grupos de advogados, enquanto defendem as razões legais pelo qual eles deveriam prevalecer. Alegações orais em grau de recurso são acompanhadas de resumos escritos, que também servem para avançar o argumento de cada uma das partes na disputa legal. Um argumento de encerramento, ou soma, é a declaração de conclusão do conselho de cada parte reiterando os argumentos importantes para o julgador de fato, muitas vezes o júri, em um processo judicial. Um argumento de encerramento costuma ocorrer após a apresentação de provas.

### Argumentação Política
Argumentos políticos são usados por acadêmicos, especialistas da mídia, candidatos a cargos políticos e funcionários do governo. Os argumentos políticos também são usados pelos cidadãos em interações comuns para comentar e entender os acontecimentos políticos. A racionalidade do público é uma questão importante nesta linha de pesquisa. O cientista político Samuel L. Popkin cunhou a expressão "eleitores mal informados" para descrever a maioria dos eleitores que sabem muito pouco sobre política ou sobre o mundo em geral. Na prática, os "eleitores mal informados" podem não estar cientes da legislação que seu representante tem apoiado no Congresso. Os eleitores mal informados podem basear a sua decisão na propaganda política do candidato pela mídia ou um panfleto recebido no e-mail. É possível que a propaganda política ou os panfletos venham a apresentar uma posição política que o candidato possui que contradiz completamente as medidas legislativas tomadas por ele no congresso, em nome dos seus eleitores. Ele só precisa ter uma pequena porcentagem do grupo geral de votação que baseia a sua decisão em informações imprecisas, uma faixa dos eleitores de eleitores de 10 a 12%, para mudar um resultado geral da eleição. Quando isso acontece, o eleitorado em geral pode ter sido enganado, ou se deixado enganar. No entanto, o resultado da eleição continua legal e seus votos são confirmados. Consultores políticos experientes vão tirar proveito dos eleitores mal informados e influenciar os seus votos com a desinformação, pois isso costuma ser fácil e suficientemente eficaz. Os chamados verificadores de fatos tem surgido nos últimos anos para ajudar a combater os efeitos de tais táticas de campanha.

## Aspectos psicológicos
Há muito tempo a psicologia tem estudado aspectos não lógicos de argumentação. Por exemplo, estudos têm demonstrado que a simples repetição de uma ideia é muitas vezes um método mais eficaz de argumentação que o apelo à razão. Propaganda, muitas vezes utiliza a repetição como ferramenta de convencimento. A retórica nazista tem sido estudada extensivamente como, entre outras coisas, uma campanha de repetição.
Estudos empíricos sobre a credibilidade do comunicador e atratividade, também chamado de carisma, também foram intimamente associados a melhoria dos argumentos. Tais estudos trazem argumentação para o escopo da teoria e da prática da persuasão.
Alguns psicólogos como William J. McGuire acredita que o silogismo é a unidade básica do raciocínio humano. Eles produziram um grande corpo de trabalho empírico em torno famoso título de McGuire "Uma análise silogística das relações cognitivas". O ponto principal desta forma de pensar é que a lógica está contaminada por variáveis psicológicas, como "wishful thinking" (o desejo do acontecimento conforme o previsto), na qual os sujeitos confundem a probabilidade de previsões com a conveniência de as previsões. As pessoas ouvem o que querem ouvir e veem o que eles esperam ver. Se os planejadores querem que algo aconteça eles veem isso como provável que aconteça. Se eles esperam que alguma coisa não vai acontecer, que eles veem como improvável que isso aconteça, o que no final afeta os seus resultados. Assim fumantes pensam que, pessoalmente, nunca terão câncer. Pessoas promíscuas praticam sexo inseguro. Adolescentes dirigem de forma imprudente.

## Teorias

### Campos de estudo da argumentação
Stephen E. Toulmin e Charles Arthur Willard têm defendido a ideia de campos de argumentação, corrigindo a noção de Ludwig Wittgenstein dos jogos de linguagem, (Sprachspiel) que era a noção anterior de comunicação e teoria da argumentação, sociologia, ciência política e epistemologia social. Para Toulmin, o termo "campo" designa o discursos dentro dos quais argumentos e alegações de fato estão fundamentados. Para Willard, o termo "campo" é intercambiável com "comunidade", "público" ou "leitores". Usando linhas de pensamento semelhantes, G. Thomas Goodnight tem estudado "esferas" da argumentação, e provocado um grande literatura criada por jovens estudiosos que respondem a ele ou usam suas ideias. O teor geral dessas teorias de campo é que as premissas dos argumentos toma o seu significado a partir de comunidades sociais.
Os estudos de campo podem se concentrar em movimentos sociais, questões de interesse público, grupos de ativistas, campanhas de relações públicas e problemas de gestão para corporações, comunidades científicas e conflitos, campanhas políticas, e tradições intelectuais. Na forma de agir de um sociólogo, etnógrafo, antropólogo, observador participante, e jornalista, os teóricos de campo reúnem e relatam discursos humanos do mundo real, reunindo estudos de caso que podem, eventualmente, ser combinados para produzir explicações de todo o contexto sobre os processos de argumentação. Esta não é uma busca de alguma linguagem mestre ou teoria mestre abrangendo todas as especificidades da atividade humana. Teóricos de campo são agnósticos sobre a possibilidade de uma única teoria grandiosa e céticos sobre a utilidade de tal teoria. A busca deles é uma missão mais modesta, procurando as teorias de "alcance médio" que podem permitir generalizações sobre as famílias dos discursos.

### Contribuições de Stephen E. Toulmin
De longe, o teórico mais influente foi Stephen E. Toulmin, um filósofo educado Cambridge e estudante de Wittgenstein. O que se segue abaixo é um esboço de suas ideias.

#### Uma alternativa ao Absolutismo e Relativismo
Toulmin tem argumentado que o absolutismo (representado por argumentos teóricos ou analíticos) tem limitado valor prático. Absolutismo é derivado de lógica formal idealizada de Platão, que defende que existe uma verdade universal, assim, absolutistas acreditam que as questões morais podem ser resolvidos através da adesão a um conjunto padrão de princípios morais, independentemente do contexto. Por outro lado, Toulmin afirma que muitos desses chamados princípios padrão são irrelevantes para situações reais encontradas pelos seres humanos na sua vida diária.
Para descrever a sua visão da vida diária, Toulmin introduziu o conceito de campos de argumento, em The Uses of Argument (1958), Toulmin afirma que alguns aspectos dos argumentos variam de campo para campo, e, portanto, são chamados de "dependentes do campo", enquanto outro aspectos da argumentação são o mesmo em todos os campos, e, portanto, são chamados de "independente do campo". A falha do absolutismo, de acordo com Toulmin, está na sua ignorância sobre os argumentos dependentes do campo; o absolutismo assume que todos os aspectos do argumento são independentes do campo.
As teorias de Toulmin soluciona os defeitos do absolutismo, sem recorrer ao relativismo. Pois o relativismo, como Toulmin afirmou, não fornece nenhuma base para distinguir entre um argumento moral ou imoral. Em Human Understanding (1972), Toulmin sugere que os antropólogos têm sido tentados ao lado dos relativistas, porque eles têm notado a influência das variações culturais em argumentos racionais, em outras palavras, o antropólogo ou relativista sobrevaloriza a importância do aspecto "dependente do campo" de argumentos, e tornam-se inconscientes aos elementos "independentes do campo". Na tentativa de oferecer soluções para os problemas do absolutismo e do relativismo, as tentativas de Toulmin  em todo o seu trabalho é para desenvolver padrões para avaliar o valor das ideias que não são nem absolutista nem relativista.
Toulmin acredita que um bom argumento pode ser bem sucedido no fornecimento de uma boa justificativa para uma alegação,  que irá suportar todas as críticas e ganhar um veredicto favorável.

#### Componentes do argumento
Em The Uses of Argument (1958), Toulmin propôs um layout que contém seis componentes interrelacionados para a análise de argumentos:
1. Alegação: Conclusões cujo mérito deve ser estabelecido. Por exemplo, se uma pessoa tenta convencer um ouvinte que ele é um cidadão brasileiro, a alegação seria "Eu sou um cidadão brasileiro." (1)
2. Dados: Os fatos que servem como uma base para a alegação. Por exemplo, a pessoa introduzida em 1 pode apoiar a sua alegação com dados de apoio como "Eu nasci em Recife." (2)
3. Garantia: A declaração autorizando a comprovação da alegação a partir dos dados. A fim de avançar a partir dos dados estabelecidos no 2, "Eu nasci em Recife," para a afirmação de um "Eu sou um cidadão brasileiro," a pessoa deve fornecer uma garantia para preencher a lacuna entre 1 e 2 com a declaração "um homem nascido no Recife vai ser legalmente um cidadão brasileiro." (3)
4. Apoio: Poderes destinados a certificar a declaração expressa na garantia; os apoios devem ser introduzidos quando a própria garantia não é convincente o suficiente para os leitores ou os ouvintes. Por exemplo, se o ouvinte não considera o mandado em 3 como confiável, a pessoa que fez a afirmação irá fornecer as disposições legais como declaração de apoio para mostrar que é verdade que "Um homem nascido no Recife vai ser legalmente um cidadão brasileiro."
5. Refutação: Demonstrações reconhecendo as restrições a que a alegação pode ser legitimamente aplicada. A refutação é exemplificada da seguinte forma: "Um homem nascido no Recife vai ser legalmente um cidadão brasileiro, a menos que ele tenha sido considerado um traidor do Estado Brasileiro ou tenha se tornado um espião de outro país."
6. Qualificador: palavras ou frases que expressam o grau de confiança da pessoa que fez a afirmação ou certeza sobre o crédito.  Tais palavras ou frases incluem "possível", "provavelmente", "impossível", "certamente", "provavelmente", "de acordo com as provas", ou "necessariamente". A afirmação "Eu sou definitivamente um cidadão brasileiro" tem um maior grau de certeza do que a afirmação "Eu sou um cidadão brasileiro, provavelmente."

Os três primeiros elementos "alegação", "dados" e "garantias" são considerados os componentes essenciais dos argumentos práticos, enquanto a segunda tríade "qualificador", "apoio" e "refutação" podem não ser necessários em alguns argumentos.
Quando proposto pela primeira vez, este layout de argumentação se baseia em argumentos legais e destinados a ser utilizados para analisar a racionalidade dos argumentos normalmente encontrados na sala de audiências, na verdade, Toulmin não percebeu que este esquema seria aplicável ao campo da retórica e comunicação até que suas obras foram introduzidos retóricos por Wayne Brockriede e Douglas Ehninger. Só depois ele publicou Introduction to Reasoning (1979) onde as aplicações retóricas deste layout foram mencionadas.

#### A Evolução do Conhecimento
O livro Human Understanding (1972) de Toulmin afirma que a mudança conceitual é evolutiva. Este livro ataca a explicação da mudança conceitual na estrutura das revoluções científicas de Thomas Kuhn.  Kuhn considerou que a mudança conceitual é um processo revolucionário (em oposição a um processo evolutivo) em que paradigmas mutuamente exclusivos competem para substituir um ao outro. Toulmin critica os elementos relativistas na tese de Kuhn, como ele aponta. os paradigmas mutuamente exclusivos não fornecem nenhuma base para comparação, em outras palavras, a tese de Kuhn cometeu o erro de enfatizar demais a "variante de campo" dos relativistas, ignorando o lado "invariante de campo", ou comumente compartilhada por todos os paradigmas de argumentação ou científico.
Toulmin propõe um modelo evolutivo de mudança conceitual comparável ao modelo da evolução biológica de Darwin. Por esse raciocínio, a mudança conceitual envolve inovação e seleção. Mudanças baseadas em inovação para o aparecimento de variações conceituais, enquanto mudanças baseadas em seleção para a sobrevivência e perpetuação das concepções mais sólidas. A inovação ocorre quando os profissionais de uma determinada disciplina chegam a ver as coisas de forma diferente de seus antecessores; Os sujeitos de conceitos inovadores são selecionados para processos de debates e investigação em que  Toulmin considera um como "fórum de competições". O conceito mais sólido irá sobreviver ao fórum de competições como um substituto ou uma revisão das concepções tradicionais.
A partir do ponto de vista dos absolutistas, os conceitos são válidos ou inválidos, independentemente dos contextos; a partir do ponto de vista relativista, um conceito não é melhor ou pior do que um conceito rival de um contexto cultural diferente. A partir do ponto de vista de Toulmin, a avaliação depende de um processo de comparação, que determina efetivamente um conceito proporcionará melhorias para o nosso poder de explicar um fenômeno mais do que os seus conceitos rivais.

#### Rejeição da Certeza
Em Cosmopolis (1990), Toulmin rastreia a Busca da Certeza feita anteriormente por Descartes e Hobbes, e elogia Dewey, Wittgenstein, Heidegger e Rorty por deixarem de seguir essa tradição.

#### Pragma-dialética
Estudiosos da Universidade de Amsterdã, na Holanda foram os pioneiros no uso da versão moderna rigorosa da dialética sob o nome pragma-dialética. A ideia intuitiva é formular regras gerais que, se seguidas, irão produzir uma discussão racional e conclusões sólidas. Frans H. van Eemeren, o falecido Rob Grootendorst, e muitos de seus alunos produziram um grande grupo de trabalho expondo essa ideia.
A concepção dialética da racionabilidade é dada por dez regras para a discussão crítica, todas sendo fundamentais para alcançar uma resolução da diferença de opinião (de Van Eemeren, Grootendorst, e Snoeck Henkemans, 2002, p. 182-183). A teoria postula isso como um modelo ideal, e não algo que se espera de encontrar como um fato empírico. O modelo pode, contudo, servir como uma heurística importante e uma ferramenta fundamental para testar como a realidade se aproxima deste ideal e apontar para onde o discurso der errado, isto é, quando as regras são violadas. Qualquer violação constitui uma falácia. Embora não seja focado principalmente em falácias, a pragma-dialética fornece uma abordagem sistemática para lidar com elas de uma forma coerente.

#### Inteligência artificial
Esforços têm sido feitos dentro do campo da inteligência artificial para realizar e analisar o ato da argumentação com os computadores. A argumentação foi utilizada para fornecer uma prova teórica da semântica para a lógica não-monotônica, começando como influência do trabalho de Dung (1995). Sistemas de argumentação computacional tem encontrado aplicação particular em domínios onde a lógica formal e a teoria da decisão clássica são incapazes de capturar a riqueza de raciocínio (complexidade), exemplos desses domínios são o direito e a medicina. Em Elementos da Argumentação, Philippe Besnard e Anthony Hunter introduzem técnicas para formalizar a argumentação dedutiva na inteligência artificial, enfatizando formalizações emergentes para a argumentação prática. Uma visão abrangente desta área pode ser encontrada em um livro recentemente editado por Iyad Rahwan e Guillermo R . Simari.
Dentro da Ciência da Computação, a série de workshop ArgMAS (Argumentação em Sistemas Multi-Agente), a série de workshop CMNA, e agora a Conferência COMMA, são eventos anuais regulares que atraem participantes de todos os continentes. O periódico Argument & Computation   é dedicado a explorar a intersecção entre argumentação e ciência da computação.

## Principais periódicos
- Argumentation
- Informal Logic
- Argumentation and Advocacy (anteriormente Journal of the American Forensic Association)
- Social Epistemology
- Episteme: A Journal of Social Epistemology
- Journal of Argument and Computation